# Charles Törnström
Carl (Charles) Fredrik Törnström, född 1778 i Stockholm, död 2 januari 1815 i Karlskrona, var en svensk ritmästare, löjtnant, tecknare, målare och skulptör.

## Biografi
Han var son till amiralitetsbildhuggaren Johan Törnström och Lovisa Margaretha Löfberg och gift med Helena Katarina Ammenberg. Han var bror till bildhuggaren Johan Törnström och Per August Törnström samt halvbror till Emanuel Törnström. Han antogs som skeppsgosse i Karlskrona 1791 och karlskrevs 1796. Hans skicklighet som tecknare observerades vid Karlskrona varv och hans befäl eller andra av faderns vänner sände prov av hans teckningar till Sergel för bedömning som förde ärendet vidare till högre instans för att han skulle kunna vidareutbilda sig i Stockholm. Han antogs slutligen som elev vid Konstakademien där han nämns som elev 1804, han fick även förmånen att arbeta i Sergels privata ateljé. Efter sin tid i Stockholm som han tvingades avbryta på grund av sin ekonomi återvände han till Karlskrona där han först nämns som kronobildhuggare 1810 och senare som ritmästare och brobyggare med löjtnants tjänsteställning. Det brobyggartraktamente som utbetalades till Törnström antyder att han arbetade med konstruktionsteknik och utförde konstruktionsritningarna för de broar som skulle byggas. Törnström avled i unga år under mycket små ekonomiska omständigheter och för att den medellösa änkan skulle kunna söka sig Gratial i krigsmanskassan skrev varvskommissarien Räff i Karlskrona till Rosensvärd vid Generaladjutantsexpeditionen och utbad bevis för att Törnström varit utnämnd till Lieutrnant dessinateur de la Marine. Törnström är representerad vid Nationalmuseum, Uppsala universitetsbibliotek och Västerås konstförenings galleri.